# 8978 Barbatus
8978 Barbatus eller 3109 T-3 är en asteroid i huvudbältet som upptäcktes den 16 oktober 1977 av den nederländsk-amerikanske astronomen Tom Gehrels och det nederländska astronomparet Ingrid van Houten-Groeneveld och Cornelis Johannes van Houten vid Palomarobservatoriet. Den är uppkallad efter fågeln Lammgam.
Asteroiden har en diameter på ungefär 9 kilometer och den tillhör asteroidgruppen Themis.